# Cytisus purgans
Cytisus purgans là một loài thực vật có hoa trong họ Đậu. Loài này được (L.) Spach miêu tả khoa học đầu tiên năm 1845.